# Lanuèjols (Gard)
Lanuèjols (en francès Lanuéjols) és un municipi francès situat al departament del Gard i a la regió d'Occitània.